# Land Rover Range Rover Evoque I
L'Evoque est une automobile de type SUV compact produite de 2010 à 2018 par le constructeur de véhicules tout-terrain britannique Land Rover. Il s'agit du petit-frère du Range Rover. Il est remplacé par une seconde génération présentée le 22 novembre 2018 à Londres.

## Présentation
Conscient de la segmentation importante du marché des SUV, Land Rover décide de proposer une alternative haut de gamme au Freelander 2 et plus abordable que le Range Rover classique.
Reprenant les lignes du concept LRX présenté au Salon de Detroit en 2008, la Range Rover Evoque est proposée en trois et cinq portes. Elle se distingue de la gamme Land Rover par un modèle plus abordable, un style plus dynamique et un positionnement « premium » marqué par son appartenance à la gamme Range Rover.
Avec ce nouveau véhicule, Land Rover entend conquérir de nouvelles parts de marché en ciblant une clientèle alors réfractaire à la marque. Visant directement le X1 de BMW ou plus récemment l'Audi Q3, la Range Rover Evoque est disponible depuis septembre 2011 en deux ou quatre roues motrices avec au choix deux motorisations diesel 2.2 de 150 et 190 ch, et une motorisation essence de 240 ch.
Une version cabriolet a été présentée en février au Salon international de l'automobile de Genève 2012.

## Caractéristiques techniques

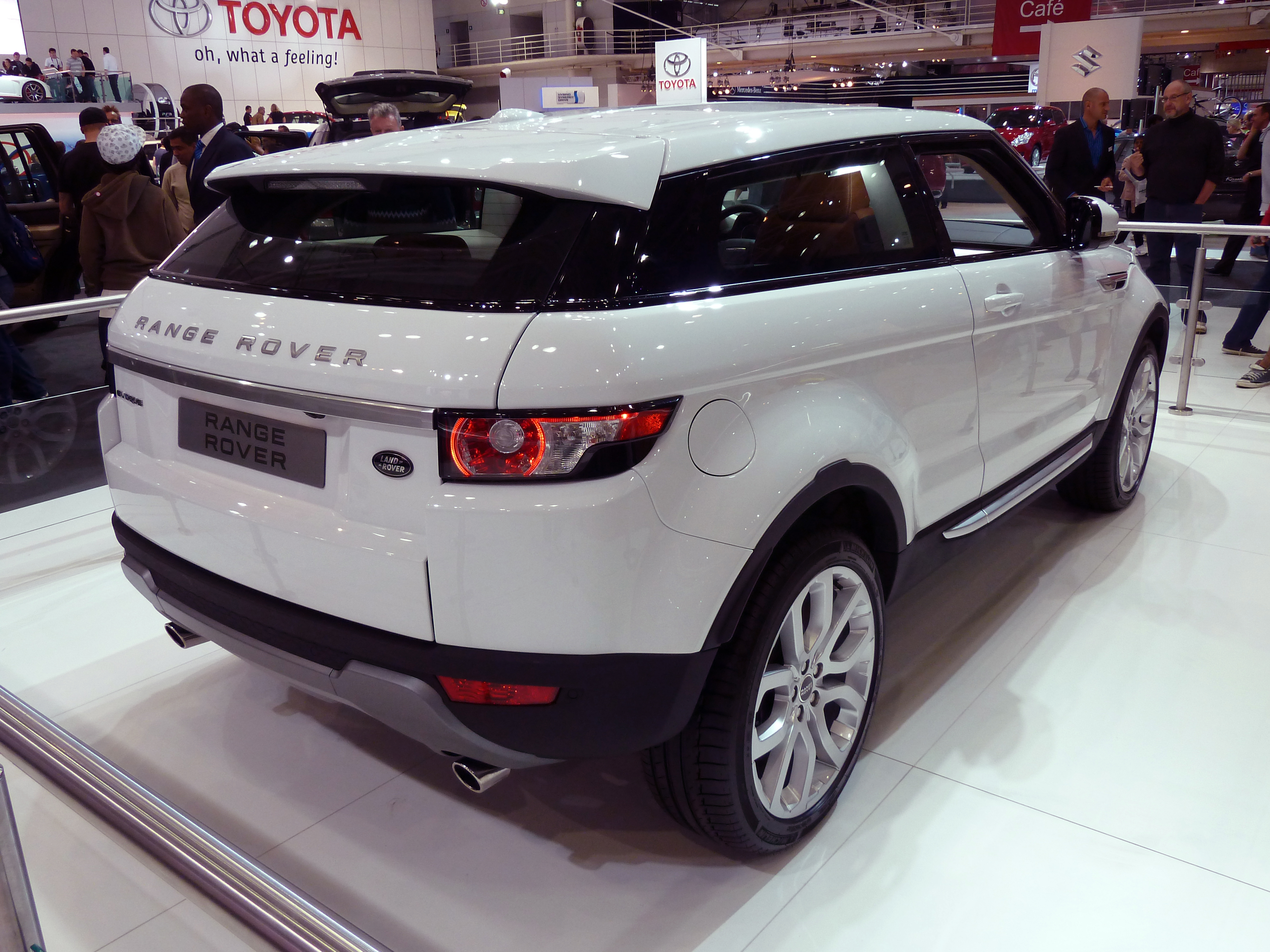
Vue arrière.

Le Diesel d'entrée de gamme eD4 est uniquement disponible en deux roues motrices, alors que les autres motorisations disposent d'une transmission intégrale. La version sportive Si4 est mue par un quatre-cylindres turbo-essence EcoBoost de 2 litres développant 240 ch et 340 N m, venant de la Ford Mondeo.

### Motorisations
|                                                      | Si4                                                          | Si4                                                          | Si4                                                          | eD4                                                         | eD4                                                         | TD4                                                         | TD4                                                         | TD4                                                         | TD4                                                         | TD4                                                         | TD4                                                         | TD4                                                         | SD4                                                         | SD4                                                         | SD4                                                         | SD4                                                         |
| Moteur                                               | 4-cylindres en ligne essence Injection directe - 16 soupapes | 4-cylindres en ligne essence Injection directe - 16 soupapes | 4-cylindres en ligne essence Injection directe - 16 soupapes | 4-cylindres en ligne diesel Injection directe - 16 soupapes | 4-cylindres en ligne diesel Injection directe - 16 soupapes | 4-cylindres en ligne diesel Injection directe - 16 soupapes | 4-cylindres en ligne diesel Injection directe - 16 soupapes | 4-cylindres en ligne diesel Injection directe - 16 soupapes | 4-cylindres en ligne diesel Injection directe - 16 soupapes | 4-cylindres en ligne diesel Injection directe - 16 soupapes | 4-cylindres en ligne diesel Injection directe - 16 soupapes | 4-cylindres en ligne diesel Injection directe - 16 soupapes | 4-cylindres en ligne diesel Injection directe - 16 soupapes | 4-cylindres en ligne diesel Injection directe - 16 soupapes | 4-cylindres en ligne diesel Injection directe - 16 soupapes | 4-cylindres en ligne diesel Injection directe - 16 soupapes |
| Admission                                            | Turbocompressé                                               | Turbocompressé                                               | Turbocompressé                                               | Turbocompressé                                              | Turbocompressé                                              | Turbocompressé                                              | Turbocompressé                                              | Turbocompressé                                              | Turbocompressé                                              | Turbocompressé                                              | Turbocompressé                                              | Turbocompressé                                              | Turbocompressé                                              | Turbocompressé                                              | Turbocompressé                                              | Turbocompressé                                              |
| Cylindrée (cm3)                                      | 1 999                                                        | 1 999                                                        | 1 999                                                        | 1 999 (2015-2019)                                           | 2 179 (2011-2015)                                           | 2 179 (2011-2015)                                           | 2 179 (2011-2015)                                           | 2 179 (2011-2015)                                           | 1 999 (2015-2019)                                           | 1 999 (2015-2019)                                           | 1 999 (2015-2019)                                           | 1 999 (2015-2019)                                           | 2 179 (2011-2015)                                           | 2 179 (2011-2015)                                           | 2 179 (2011-2015)                                           | 1 999 (2017-2019)                                           |
| Puissance maximale ch (kW)                           | 240                                                          | 240                                                          | 290 (2017-2019)                                              | 150                                                         | 150                                                         | 150                                                         | 150                                                         | 150                                                         | 150                                                         | 150                                                         | 180                                                         | 180                                                         | 190                                                         | 190                                                         | 190                                                         | 240                                                         |
| au régime de (tr/min)                                | 5 500                                                        | 5 500                                                        | 5 500                                                        | 3 500                                                       | 4 000                                                       | 400                                                         | 400                                                         | 400                                                         | 3 500                                                       | 3 500                                                       | 4 000                                                       | 4 000                                                       | 3 500                                                       | 3 500                                                       | 3 500                                                       | 4 000                                                       |
| Couple maximal (N m)                                 | 340                                                          | 340                                                          | 400                                                          | 380                                                         | 380                                                         | 400                                                         | 400                                                         | 400                                                         | 380                                                         | 380                                                         | 430                                                         | 430                                                         | 420                                                         | 420                                                         | 420                                                         | 500                                                         |
| au régime de (tr/min)                                | 1 750                                                        | 1 750                                                        | 1 500                                                        | 1 750                                                       | 1 750                                                       | 1 750                                                       | 1 750                                                       | 1 750                                                       | 1 750                                                       | 1 750                                                       | 1 750                                                       | 1 750                                                       | 1 750                                                       | 1 750                                                       | 1 750                                                       | 1500                                                        |
| Boîte de vitesses                                    | BVA6 (2011-2013)                                             | BVA9 (2013-2019)                                             | BVA9 (2013-2019)                                             | BVM6                                                        | BVM6                                                        | BVM6                                                        | BVA6 (2011-2013)                                            | BVA9 (2013-2015)                                            | BVM6                                                        | BVA9                                                        | BVM6                                                        | BVA9                                                        | Manuelle 6 rapports (BVM6)                                  | Automatique 6 rapports (BVA6)(2011-2013)                    | Automatique 9 rapports (BVA9)(2013-2015)                    | Automatique 9 rapports (BVA9)                               |
| Transmission                                         | Intégrale                                                    | Intégrale                                                    | Intégrale                                                    | Traction                                                    | Traction                                                    | Intégrale                                                   | Intégrale                                                   | Intégrale                                                   | Intégrale                                                   | Intégrale                                                   | Intégrale                                                   | Intégrale                                                   | Intégrale                                                   | Intégrale                                                   | Intégrale                                                   | Intégrale                                                   |
| Vitesse maximale (en km/h)                           | 217                                                          | 217                                                          | 221                                                          | 182                                                         | 180                                                         | 185                                                         | 182                                                         | 182                                                         | 182                                                         | 180                                                         | 200                                                         | 195                                                         | 195                                                         | 195                                                         | 195                                                         | 217                                                         |
| 0-100 km/h (en s)                                    | 7,6                                                          | 7,6                                                          | 6,4                                                          | 11,2                                                        | 11,2                                                        | 10,8                                                        | 9,6                                                         | 9,6                                                         | 10,8                                                        | 10                                                          | 10                                                          | 9                                                           | 8,5                                                         | 8,5                                                         | 8,5                                                         | 7,3                                                         |
| Consommation (en L/100 km) urbain/extra-urbain/mixte | 11,9/6,9/8,7                                                 | 10,3/6,4/7,8                                                 | 9,6/6,5/7,6                                                  | 5,0/3,9/4,3                                                 | 6,0/4,5/5,0                                                 | 6,7/5,2/5,7                                                 | 7,9/5,7/6,5                                                 | 7,2/5,3/6,0                                                 | 5,5/4,3/4,8                                                 | 6,1/4,5/5,1                                                 | 5,5/4,3/4,8                                                 | 6,1/4,5/5,1                                                 | 6,9/5,0/5,7                                                 | 7,9/5,7/6,5                                                 | 7,2/5,3/6,0                                                 | 6,9/5,2/5,8                                                 |
| Émissions de CO2 (en g/km)                           | 199                                                          | 181                                                          | 173                                                          | 113                                                         | 133                                                         | 149                                                         | 174                                                         | 159                                                         | 125                                                         | 134                                                         | 125                                                         | 134                                                         | 149                                                         | 174                                                         | 159                                                         | 153                                                         |
| Capacité du réservoir (en L)                         | 70                                                           | 70                                                           | 68                                                           | 54                                                          | 57                                                          | 60                                                          | 60                                                          | 60                                                          | 54                                                          | 54                                                          | 54                                                          | 54                                                          | 60                                                          | 60                                                          | 60                                                          | 54                                                          |
| Masse à vide (kg, carrosserie 5 portes)              | 1 640                                                        | 1 640                                                        | 1833                                                         | 1 543                                                       | 1 595                                                       | 1 670                                                       | 1 685                                                       | 1 685                                                       | 1 665                                                       | 1 674                                                       | 1 665                                                       | 1 674                                                       | 1 670                                                       | 1 685                                                       | 1 685                                                       | 1 844                                                       |
| Norme environnementale                               | Euro 5                                                       | Euro 5 (2013-2015) Euro 6 2015-2019)                         | Euro 6                                                       | Euro 6                                                      | Euro 5                                                      | Euro 5                                                      | Euro 5                                                      | Euro 5                                                      | Euro 6                                                      | Euro 6                                                      | Euro 6                                                      | Euro 6                                                      | Euro 5                                                      | Euro 5                                                      | Euro 5                                                      | Euro 6                                                      |

## Prix
L'Evoque a reçu plusieurs prix nationaux et internationaux, notamment :
- « Truck » nord-américain de l'année 2012[4]
- Voiture de design mondiale de l'année 2012, dans le cadre des prix de la Voiture mondiale de l'année[5]
- Voiture mondiale de l'année 2012 pour les femmes et meilleure voiture de luxe mondiale de l'année pour les femmes[6]
- SUV de l'année 2012 selon Motor Trend en 2011[7]
- Voiture de l'année 2011 selon Auto Express[8]

## Range Rover Evoque Cabriolet

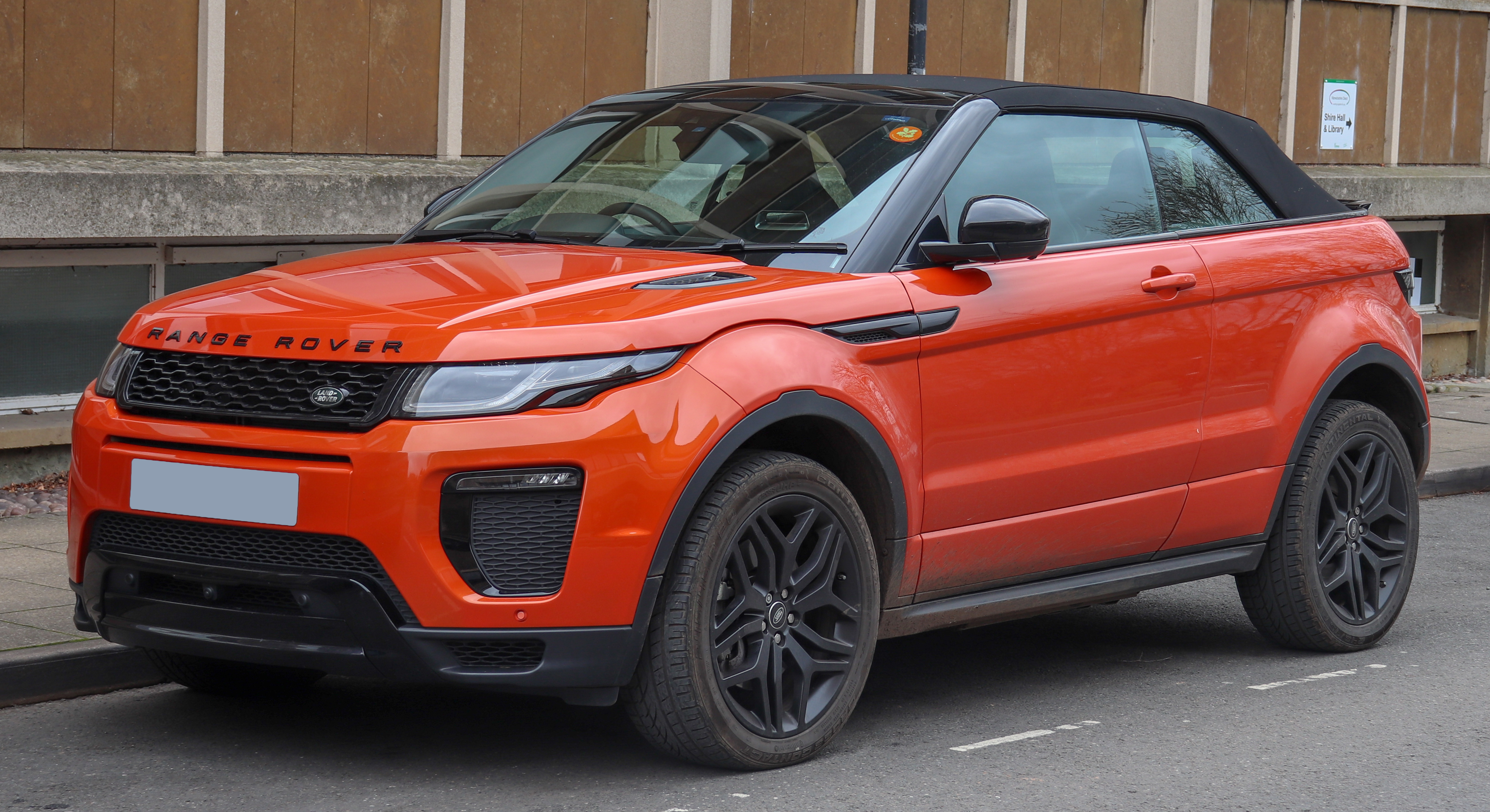
Range Rover Evoque Cabriolet.

Présentée sous la forme d'un concept car au salon international de l'automobile de Genève 2012, la version cabriolet de l'Evoque est officiellement présentée en août 2015. Le cabriolet reprend les mêmes motorisations que la version standard.

## Concept car
Le Range Rover Evoque est préfiguré par le concept car LRX présenté au Salon international de l'automobile d'Amérique du Nord à Détroit en 2008.
Le LRX concept est doté d'une motorisation hybride comprenant un moteur thermique 2.0 litres diesel associé à des moteurs électriques lui procurant une transmission intégrale.